# جیکوب روتشیلد

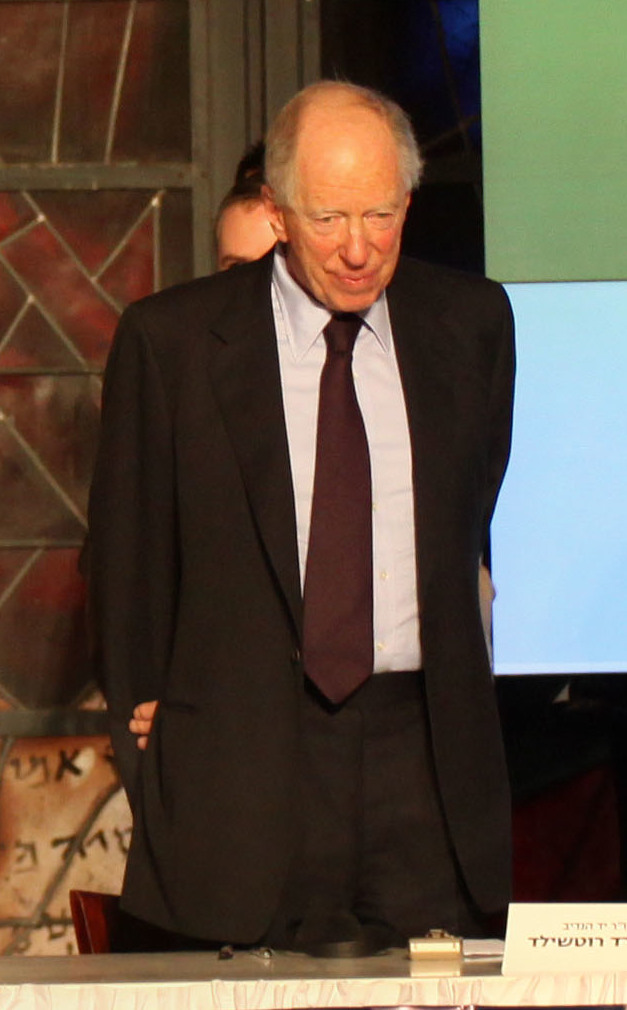
جیکوب روتشیلد در سال 2008

جیکوب روتشیلد، چهارمین بارون روتشیلد (انگلیسی: Jacob Rothschild, 4th Baron Rothschild؛ زادهٔ  – درگذشتهٔ ۲۶ فوریه ۲۰۲۴) سیاستمدار و بانکدار اهل بریتانیا بود. او یکی از اعضای خانواده روتشیلد بود. بیشتر فعالیت‌های او بر سرمایه‌گذاری در بورس لندن متمرکز است. او همچنین مشارکت‌ها منافعی در صنعت نفت دارد. در سال ۲۰۰۳ قرارداد او با صنعت‌گر روسی میخائیل خودورکوفسکی در مورد سهام یوکاس منجر به دستگیری خودروکوفسکی شد. یکی از شرکت‌های مرتبط با نیز در سال ۲۰۱۵ امتیاز استخراج نفت و گاز در زمینی به مساحت ۱۵۳ مایل مربع در بلندی‌های جولان را کسب کرد.